# Panna Csépe
Panna Csépe (29 de abril de 2002) es una deportista húngara que compite en piragüismo en la modalidad de maratón.
Ganó una medalla de bronce en el Campeonato Mundial de Piragüismo en Maratón de 2023 y cuatro medallas en el Campeonato Europeo de Piragüismo en Maratón entre los años 2023 y 2025.

## Palmarés internacional
| \| Campeonato Mundial \| Campeonato Mundial \| Campeonato Mundial \| Campeonato Mundial \| \| Año \| Lugar \| Medalla \| Competición \| \| ------------------ \| ------------------------ \| ------------------ \| ------------------ \| \| 2023 \| Vejen (Dinamarca) \| Medalla de bronce \| K2 \| \| Campeonato Europeo \| \| \| \| \| Año \| Lugar \| Medalla \| Competición \| \| 2023 \| Slavonski Brod (Croacia) \| Medalla de plata \| K2 \| \| 2024 \| Poznań (Polonia) \| Medalla de bronce \| K2 \| \| 2025 \| Ponte de Lima (Portugal) \| Medalla de plata \| K2 \| \| 2025 \| Ponte de Lima (Portugal) \| Medalla de bronce \| K1 \| |                          |                   |             |
| Campeonato Mundial |                          |                   |             |
| Año | Lugar                    | Medalla           | Competición |
| 2023 | Vejen (Dinamarca)        | Medalla de bronce | K2          |
| Campeonato Europeo |                          |                   |             |
| Año | Lugar                    | Medalla           | Competición |
| 2023 | Slavonski Brod (Croacia) | Medalla de plata  | K2          |
| 2024 | Poznań (Polonia)         | Medalla de bronce | K2          |
| 2025 | Ponte de Lima (Portugal) | Medalla de plata  | K2          |
| 2025 | Ponte de Lima (Portugal) | Medalla de bronce | K1          |